# اچ‌ام‌اس سکولا (۹۸)
اچ‌ام‌اس سکولا (۹۸) (به انگلیسی: HMS Scylla (98)) یک کشتی است که طول آن ۴۸۵ فوت (۱۴۸ متر) می‌باشد. این کشتی در سال ۱۹۴۰ ساخته شد.